# Megaliti u Bretanji
Bretanja je pokrajina na severozapadu Francuske. Priključena je Kraljevini Francuskoj kao provincija 1532. godine. Zauzima teritoriju severozapadnog  francuskog poluostrva površine 34.023 km². Na severu izlazi na Lamanš, na zapadu je zapljuskuju vode Keltskog mora i Atlantskog okeana, a na jugu vode Biskajskog zaliva. Ukupna dužina obale Bretanje iznosi 2.800 km. Podeljena je na četiri administrativne oblasti: Obale Armora (Côtes-d'Armor), Morbijan (Morbian), Il i Vilen (Ille-et-Vilaine) i Finister (Finistère)
U periodu neolita pa sve do bronzanog doba ovo poluostrvo bilo je jedna od centralnih oblasti megalitske kulture. Upravo su u Bretanji, u oblasti Karnak, podignuti najstariji megalitski spomenici datovani u 5.000 godina p.n.e.
Ono što je važno za spomenuti, i što je donekle uticalo na današnji raspored priobalnih megalitskih spomenika, jeste promena linija obale. Naime, od neolita do danas došlo je do porasta nivoa mora, i to tako da je nivo današnje najniže plime ekvivalentan nivou najviše plime od pre 7.000 godina. Dakle obala je u neolitu bila oko 9 m niža od današnje. Ovaj porast nivoa mora svakako je odneo u nepovrat veliki broj spomenika, neke od preostalih približio vodi, a u oblasti Karnaka izbrisao vezu koja je nekada postojala izmedju velikih tumula, ali i drugih megalita.

## Menhiri
Menhiri su najbrojniji megalitski spomenici Bretanje. Po statistikama iz XIX veka, imalo ih je 1.200. Do danas je sačuvano nešto manje od pola. Postoji veliki broj tumačenja funkcije ovog slobodnostojećeg kamenja. Jedna od najzastupljenijih je, kako neolit dolazi sa početkom primenjivanja poljoprivrede, da oni predstavljaju teritorijalne markere, ili da su postavljani kako bi osveštali one površine koje ranije nisu obrađivane. Primećene su i neke asocijacije menhira sa izvorima i vodenim tokovima, a bilo je i pokušaja da se njihova funkcija dovede u vezu sa kretanjima sunca i meseca. Iskopavanja u okolini pojedinih menhira pokazala su da su tu deponovani artefakti kao što su neolitska i bronzanodopska keramika, nagorelo kamenje, ugljenisano drvo, kremen i kamene sekire. Neki od njih su povezani sa posmrtnim kultom, s obzirom na to da su podizani u okolini dolmena i grobnica s prilazima. U oblasti Morbijan postoje dokazi da su dekorisani menhiri lomljeni, a potom njihovi delovi korišćeni prilikom izgradnje grobnica. Takođe je primećeno da su parovi menhira često veoma različiti po formi i dimenzijama, pa i da imaju antropomorfne karakteristike, što možda dovodi do zaključka da su predstavljali simbole plodnosti, ili prikazivali muške i ženske forme.
Anilize Ugljenika-14 pokazale su da su neki od menhira u Bretanji podignuti 5.000godina p.n.e, dok su drugi datovani u 3.000 godina p.n.e. Uzevši u obzir regionalne i lokalne razlike među pojedinačnim menhirima, zatim i da je u ovako dugom vremenskom periodu dolazilo do promena ekonomskih i socijalnih okolnosti u kojima su podizani, kao i da u dosadašnjim istraživanjima nije uziman u obzir kvalitet kamena korišćenog pri njihovom podizanju, možemo zaključiti da ne postoji univerzalno objašnjenje funkcije ovih megalitskih spomenika. Ipak, u skladu sa brojnošću ovih, naizgled jednostavnih spomenika, možemo pretpostaviti da su oni u praistoriji bili kompleksni simboli od izuzetnog značaja.
Menhiri su lomljeni i uništavani, kako u periodu praistorije i antike, tako i u novije doba. Neki od njih su korišćeni kao građevinski materjal prilikom savremenih radova. Sa dolaskom hrišćanstva neki od njih, dodavanjem novih simbola, pretvarani su u hrišćanske spomenike. Ipak, veliki broj reprezentativnih menhira, kao i struktura nastalih njihovim raznolikim kombinovanjem i raspoređivanjem, uz druge neolitske spomenike, ostao je sačuvan u oblasti Karnaka.

## Veliki polomljeni menhir Er Grah
Ovaj menhir je najveći u Evropi, dimenzija 18,5x3 m, i težine procenjene na 280 t. Pretpostavka da je ovaj kamen ikada stajao uspravno zasniva se na svedočenju moreplovca iz XVII veka, čiji je brod potonuo u zalivu Morbijan, u blizini poluostrva Lokmarijaker (Locmariaker), na kojem se danas nalazi ovaj kameni gigant. Naime, da bi odredio položaj potonulog broda, on je izjavio da se sa tog mesta može videti ogromni kamen Lokmarijakera. Jedan od dokaza da kamen možda nikada nije stajao jeste zaglačanost površine koja se nalazi u središnjem delu. Pa ipak, da je ovaj kamen polomljen u praistoriji verovatno bi njegovi delovi bili korišćeni prilikom izgradnje drugih spomenika, što je bila poznata praksa. Ili možda to ipak nije bio uvek slučaj?

### Aleja Kermario
Kermario aleja menhira je najduža aleja u oblasti Karnaka. Zauzima prostor širine 100 m. Sastoji se od sedam redova koji se prostiru dužinom od preko 1.100 m do ravnog granitnog platoa na kojem se ranije nalazio polukružni kromleh. Za Kermario se kaže da znači "kuća mrtvih", i da se tu nalaze artefakti koji ukazuju na pogrebne rituale obavljane u kromlehu. Prilikom iskopavanja obavljenog 1877, koje je predvodio Škot Džejms Miln (James Miln), pronađeni su fragmenti keramike, kamene sekire, kremen, goreli kamen, žrvnjevi i alat.

### Kerleskan (Kerlescan)
Ova aleja se sastoji od 13 redova menhira. Njena dužina je 335 m i širina 140m, s tim što je veliki deo kamena premešten. Danas se tu nalazi 55 granitnih menhira. U obližnjem naselju nalazi se još pojedinačnih menhira, što je navelo Obri Burl (Aubrey Burl) na zaključak da su Kerleskan i Mali Menek (Petit-Menec) nekada činili kompleks spomenika dužine 900 m.

### Via Mulan (Vieux Moulin)
Ovih šest menhira ranije je bilo poznato kao "tri menhira Starog mlina", zbog optičke varke koju proizvode kada se posmatraju sa obližnjeg puta. Engleski antikvar W.C. Lukis ih je 1872. godine opisao kao "nekoliko menhira koji su, čini se, bili deo aleje", pri čemu je verovatno mislio da su povezani sa tri obližnja menhira poznata kao Les Trois Menhirs Duchamps. Ipak, to je vrlo neverovatno, jer ova tri menhira stoje van potrebne linije, pa čak i polukružne.

### Kromleh Kerburnjek (Kerbourgnec)
Kromlesi nisu tako česta pojava u Bretanji. Većina je delimično očuvana, pa tako i ovaj. Od nekadašnje elipsoidne, danas je sačuvana polukružna struktura od 41-og kamena. Plan Kerburnjeka koji je napravio Aleksandar Tom (Alexander Thom) prikazuje jajastu konstrukciju koja je u svojim najširim delovima imala oko 91 m u prečniku, a u najužim ne manje od 70 m. Danas kamenje uzeto sa ovog spomenika krasi obližnje bašte i dvorišta.

### Četvorougaonik Krukuno (Crucuno)
Krukuno je najveći spomenik svoje vrste. Čine ga 22 kamena visine oko 2 m. Dimenzije četvorougaonika su 33x25 m. Deo je većeg megalitskog kompleksa Krukuno.

### Četvorougaonik Manio
Ova kamena struktura nalazi se na ogromnoj humci, čija je grandioznost umanjena mnoštvom drveća koje raste na njoj i oko nje. Širina četvorougaonika iznosi 7 m na istoku, a povećava se do 10 m na zapadu, i dug je 37 m. Nekada je bio ispunjen humkom. Nedaleko od ovog spomenika, na oko 50 m razdaljine, odvojen šumom, nalazi se menhir poznat kao Gigant Manio (Le Géant de Manio). Ovaj monolit visok je preko 6 m. Oštećen je prilikom ponovnog podizanja u XX veku. Na jednoj strani menhira nalazi se uklesani motiv nalik zmiji.

### Menek (Menec)
Ovaj spomenik, kompleks menhira, sastoji se od aleje menhira i dva kromleksa, od kojih jedan, istočni, više ne postoji. Aleja menhira se prostire od istoka ka zapadu, a sastavljena je od samo naizgled paralelnih redova. Završava se polukružnim kromleksom na zapadu. Ova aleja je proširivana, možda dva puta, a pretpostavlja se da je došlo do nekih problema prilikom podizanja menhira, što je rezultovalo njihovim nasumičnim rasporedom.

## Dolmeni
Dolmeni (kameni stolovi) su pored menhira verovatno najzastupljniji megalitski spomenici u Bretanji. Procenjuje se da ih na području ove pokraine postoji preko dve stotine, pri čemu se najveći deo nalazi u okolini Karnaka. Neki od najreprezentativnijih su: 

### Krukuno Dolmen (Crucuno dolmen)
Ovaj dolmen  se  nalazi u samom centru istoimenog sela. U pitanju je jedan od najpoznatijih megalitskih spomenika u Bretanji. Sastoji od jednog ogromnog kamenog bloka, teškog oko 40 tona, koji predstavlja krov dolmena i devet ortostata, koji zajedno čine grobnu komoru dimenzija 4 x 3.5 metara . Pretpostavlja se da je ovaj dolmen bio deo čitavog kompleksa, u čiji je sastav ulazio i pravougaonik Krukuno koji se nalazio u dnu njegove humke. Nažalost danas je dolmen u prilično lošem stanju jer je materijal sa njegove humke korišćen za izgradnju većeg dela sadašnjeg sela. Sama grobna komora je u prošla dva veka korišćena kao štala a za vreme drugog svetskog rata nemci su je koristili kao skladište.

### Dolmeni iz Rondoseka (Les dolmens de Rondossec)
Predstavljaju jedne od najbolje očuvanih megalitskih spomenika u Bretanji. Kompleks se sastoji od tri dolmena, još uvek prekrivena svojim originalnim humkama. Najjužnija grobna komora je najmanja od tri, ovalnog je oblika veličine 3 x 2 metra i do nje vodi kameni hodnik dužine oko 5 metara. Centralni dolmen je najveći od tri. Dimenzije grobne komore su 3 x 5 metara i do nje vodi hodnik dužine oko 6 metara. Severna komora je pravougaonog oblika, dužine 4 metra i širine 3 metra i do nje vodi hodnik dugačak oko 10 metara. U sklopu ove grobnice nalazi se i jedna mala komora dimenzija 2 x 1 metar, što je prilično neuobičajeno. Prva iskopavanja su vršena 1849. godine a za cilj su pre svega imala potragu za zlatnim predmetima. Tada su pronađene dve zlatne ogrlice stare oko 4000 godina  kao i nekoliko keramičkih posuda, kamenih sekira i predmeta od kremena. Nakon toga Francuska vlada je otkupila zemljište na kome se nalazi spomenik, ne bi li sprečila njegovo dalje uništavanje.

### Kerkadori dolmen (Dolmen de Kercadoret)
Prilično je malih dimenzija u odnosu na ostale dolmene Bretanje. Nalazi se nekoliko kilometara od Lokmarijakera u neposrednoj blizini autoputa D718. Sastoji se od jedne krovne ploče i šest ortostata koji zajedno čine komoru veličine 2.5 x 2 metra . Iskopavanja unutar komore vršena su 1930. godine i tada je nađeno šest vrhova strela, kao i deo bakarnog bodeža datovanog u Halkolitski period Francuske.

## Grobnice sa prilazom
Grobnice sa prilazom su vrlo interesantan fenomen kada se govori o megalitskoj kulturi Francuske. U većini slučajeva one su raspoređene direktno uz obalu, što se može pripisati povećanju nivoa mora od neolita pa do danas ali postoje i druga tumačenja. Neki autori su kao razlog priobalne orijentacije grobnica sa prilazom navodili ekonomiju baziranu na ribarenju i eksploataciji drugih plodova mora. Tu teoriju donekle su oborila novija istraživanja koja su uz pomoć analiza izotopa pokazala da hrana dobijena iz mora nije igrala značajniju ulogu u ishrani neolitskih zajednica. Druga terorija se bazira na ideji da su grobnice sa prilazom građene pored neolitskih naselja koja su podizana u blizini obradivog zemljišta koje ih je hranilo. Ipak ni ova teorija nije verovatna jer je većina ovakvih grobnica građena u južnom delu Bretanje dok se većina obradivog zemljišta nalazi na njenom severu. Najverovatnijom se ipak čini teorija koja liniju obale vidi kao simboličku granicu između dva sveta, što objašnjava lokaciju grobnica na samoj ivici sveta živih. Takođe treba napomenuti da je nivo mora u neolitu bio daleko niži nego danas, tako da su spomenici koji se sada nalaze na samoj obali u trenutku gradnje nalazili daleko bliže unutrašnjosti. 

### Vil-Pišard (Ville-Pichard)
Sadrži tri grobnice sa prilazom koje se nalaze neposredno pored obale. Prvi put su iskopavane 1880-tih godina. Grobnice su kružnog oblika, orijentacije ka jugozapadu sa megalitskim pločama postavljenim duž kamenih zidova kao potpora krovu. Na crtežu iz XIX veka mogu se videti i dva slobodnostojeća kamena na kraju prolaza na centralnom i istočnom grobu. Zapadna komora ne poseduje ni jednu od ovih karakteristika a može se uočiti i razlika u stilu gradnje te je verovatno da pripada drugoj fazi gradnje. Pretpostavlja se da postoji još grobnica u blizini ali su potrebna dalja iskopavanja da bi se to utvrdilo.

### Dugačka humka Bernenez
Jedan od najpoznatijih neolitskih spomenika u Francuskoj. Humka je otrkrivena 1954. godine kada je prilikom prikupljanja kamena za izgradnju lokalnog puta probijena jedna od komora. Prva istraživanja vršio je Pjer Rolan Gijot od 1955. do 1968. i tada je pronađeno čak 11 grobnica sa prilazom. Hronološki, humka se može podeliti u dve faze. Starija faza se datuje u 4500 godina p.n.e. i pripada joj pet komora koje su izgrađene od diorita. Mlađa faza se datuje u 3500 godina p.n.e. i pripada joj šest komora izgrađenih od granita. Same grobnice se sastoje od jedne centralne grobne komore i hodnika dužine 7 do 12 metara, sa ulazom na jugoistoku.

### Le roche aux Fees
Jedno od „megalitskih čuda“ Bretanje. Po legendi, koja se sreće i kog drugih megalitskih spomenika, sagradile su ga vile te se stoga ponekad naziva i vilinski kamen. Spomenik se sastoji od 9 horizontalnih i 32 vertikalna kamena bloka koji čine kamenu konstrukciju dugačku 20 metara, široku 5 metara i visoku oko 2 metra . Glavna komora je sa tri unutrašnje kamene prerade podeljena na četiri prostorije. Spomenik se datuje u treći milenijum p.n.e. ali kako obimnija arheološka istraživanja nisu vršena moguće je da je u pitanju i neki drugi datum. Iako se zna da je korišćen kao grobnica, pretpostavlja se da je u kasnijim periodima korišćen i kao mesto održavanja raznih religijskih ceremonija.

### Kerkado (Kercado)
Za ovu grobnicu sa prilazom se do nedavno smatralo da predstavlja najstariji datovani neolitski spomenik u evropi. Datovanje ugljenikom je kao datum njegove gradnje dalo period oko 7000 godina pre nove ere, dok nalazi pronađeni unutar grobnice ukazuju na to da je ostala u upotrebi sve do kraja neolita. Humka ima prečnik od oko 25 metara i visoka je oko 5 metara i na njenom vrhu se nalzi oko 2metra visok menhir. Grobna komora je pravougaonog oblika i prekrivena je jednim ogromnim blokom dimenzija 4 x 5 metara. Do grobnice vodi uski prolaz dugačak oko 6,5 metara sa ulazom na jugoistoku. Unutar grobnice pronađen je veliki broj priloga koji ukuljučuju sekire od diorita i žada, perle, vrhove strela, fragmente keramike kao i veće količine spaljenih ljudskih kostiju.

### Gavrinis (Gavr'inis)
Predstavlja verovatno najviše dekorisanu grobnicu sa prilazom u Evropi. Komora grobnice je pravougaonog oblika, izgađena od preko 50 granitnih ploča i nalazi se ispod humke prečnika oko 50 metara. Do komore vodi hodnik dugačak oko 11 metara, visok 2 metra i širok 1,5 metara. Od 29 podpornih kamenova, koliko ih ima u hodniku, 23 su kompletno ukrašena ugraviranim simbolima i geometrijskim oblicima. 
Grobnica je otkrivena 1835. godine, ali su prva značajnija istraživanja sprovedena tek 1960-ih i 1970-ih godina. Datuje se u period oko 3000 godina p.n.e.

## Sedam velikih tumula u Karnaku
U pitanju je sedam ogromnih humki: Man Lud (Mane Lud), Ker Lud (Ker Lud), Er Grah (Er Grah), Man Er Hrouek (Mane Er Hrouek), Tumiak (Tumiac), Mustoar (Le Mustoir) i Tumul svetog Mihajla (Tumulus St. Michel), od kojih svaka poseduje megalitsku grobnu komoru koja je korišćena samo jednom. Dužina gumki varira od 90 do 120 metara. Prvi put su iskopavani sredinom XIX veka, ali zbog neodgovarajuće metodologije koja je korišćena pri iskopavanju veliki broj ovih spomenika je napovratno uništen. Tu se mora pridodati činjenica da je materijal sa tumula prilično dugo vremena korišćen za izgradnju, te je sa tumula Ker Lud odneseno dovoljno kamena da se izgradi čitavo selo istog imena. Kada se sve uzme u obzir ne čudi činjenica da većina njih nije preživela u celini, dok su Er Grah i Ker Lud u potpunosti uništeni.

## Literatura
1. Enciklopedija Britanika, A-B, 1, 2005, Politika, Narodna knjiga, Beograd, 177
2. Cope, Julian, 2004, The Megalithic European: the 21st century traveller in prehistoric Europe, London, 83- 121
3. Scarre, Chris, 2002, Monuments and Landscape in Atlantic Europe: Perception and Society during the Neolithic and Early Bronze Age, London, 86
4. Tilly, Christopher, 2004, The Materiality of Stone, Explorations in Landscape Phenomenology: 1, BERG, Oxford, New York, 33-35